# Plecia stysa
Plecia stysa är en tvåvingeart som beskrevs av Yang och Chen 1995. Plecia stysa ingår i släktet Plecia och familjen hårmyggor.
Artens utbredningsområde är Zhejiang (Kina). Inga underarter finns listade i Catalogue of Life.